# دیرک هلمیگ
دیرک هلمیگ (انگلیسی: Dirk Helmig؛ زادهٔ ۳ مهٔ ۱۹۶۵) بازیکن فوتبال اهل آلمان است.
از باشگاه‌هایی که در آن بازی کرده‌است می‌توان به باشگاه فوتبال بوخوم و باشگاه فوتبال روت‌وایس اسن اشاره کرد.